# Walid El Karti
Walid El Karti (arabisch وليد الكرتي, DMG Walīd al-Kartī; * 23. Juli 1994) ist ein marokkanischer Fußballspieler.

## Karriere

### Klub
Zur Saison 2013/14 wechselte er von der Reserve-Mannschaft von Olympique Khouribga zu Wydad Casablanca. Nach sechs Meisterschaften, einem Champions-League-Titel und einem CAF-Super-Cup-Sieg hier, steht er seit Oktober 2021 in Ägypten beim Pyramids FC unter Vertrag.

### Nationalmannschaft
Seinen ersten bekannten Einsatz für die marokkanische Nationalmannschaft hatte er am 12. Januar 2014 bei einem 0:0 gegen Zimbabwe bei der Afrikanischen Nationenmeisterschaft 2014. Hier stand er in der Startelf und wurde in der 75. Minute für Rafik Abdessamad ausgewechselt. Danach bekam er erst im Sommer 2017 in der Qualifikation für die Afrikanische Nationenmeisterschaft 2018 wieder Einsätze und war schließlich auch bei der Endrunde dabei und konnte am Ende mit seinem Team zusammen den Pokal in die Höhe stemmen. Bei der nächsten Austragung des Turniers im Jahr 2021 war er wieder dabei und konnte ein weiteres Mal mit seinem Team den Titel gewinnen. Zuletzt war er beim FIFA-Arabien-Pokal 2021 dabei, wo seine Mannschaft es bis ins Viertelfinale schaffte.